# Xã Erie, Quận Becker, Minnesota
Xã Erie (tiếng Anh: Erie Township) là một xã thuộc quận Becker, tiểu bang Minnesota, Hoa Kỳ. Năm 2010, dân số của xã này là 1.642 người.